# Modern Embalming
Modern Embalming (engl. für ‚moderne Einbalsamierung‘) ist eine Technik zur übergangsweisen Leichenkonservierung, deren Anwendung zu den Methoden der Thanatopraxie gerechnet wird.
Im heutigen Bestattungswesen umfasst die Thanatopraxie all jene Maßnahmen, die über eine hygienische Totenversorgung hinaus nötig sind, um die ästhetisch und hygienisch einwandfreie Aufbahrung eines Verstorbenen zu gewährleisten und die pietätvolle Abschiednahme durch die Hinterbliebenen zu vereinfachen. Dazu kann auch die übergangsweise Leichenkonservierung gehören, beispielsweise zum Zwecke der Überführung ins Ausland, der Aufbahrung im offenen Sarg über einen längeren Zeitraum und/oder in einem öffentlichen Gebäude (z. B. Kirche, Theater).
Eine übergangsweise Konservierung findet heutzutage hauptsächlich dort statt, wo vor der endgültigen Bestattung eine offene Aufbahrung der Verstorbenen üblich ist, wie in den USA, Großbritannien, Russland oder auch Armenien. Die konservierenden Maßnahmen sollen dabei sicherstellen, dass sich der Zustand des Leichnams durch Fäulnis und Verwesung nicht verändert. Die endgültige Bestattung erfolgt entweder durch Begräbnis oder Kremation. Eine langfristige Konservierung auch nach der Beisetzung, wie bei der Mumifizierung im Alten Ägypten, wird nicht angestrebt. 
Um einen Leichnam übergangsweise zu konservieren, wenden Thanatopraktiker eine präventive Behandlung an, die in den USA und Großbritannien als Modern Embalming bekannt ist. Dabei wird das Blut durch eine verwesungshemmende Substanz, beispielsweise Formalin, ersetzt. In den meisten Fällen wird eine formaldehydhaltige desinfizierende Lösung mittels einer Kanüle und eines Schlauches ins Arteriensystem gepumpt, zum Beispiel über die Halsschlagader. Formaldehyd-Lösungen zur Leichenkonservierung werden seit dem 19. Jahrhundert verwendet. Die heute im Bestattungswesen üblichen Lösungen enthalten zwischen 5 und 35 Prozent Formaldehyd. Die Dosierung kann schwanken, je nachdem wie lange der Leichnam aufbewahrt werden soll. In den meisten Fällen kommt heute Formalin in 4- bis 8-prozentiger Lösung zum Einsatz. Für den Austausch der Körperflüssigkeit eignen sich am besten große Blutgefäße wie die Beinarterien. Da bei Autopsien oft wichtige Blutgefäße durchtrennt werden, muss die Konservierungsflüssigkeit in solchen Fällen an mehreren Stellen eingeleitet werden, entweder an den Armen oder auch an der Halsarterie. Es handelt sich dabei praktisch um eine kurzzeitige Konservierung im Dialyseverfahren. Über das arterielle System des Toten wird eine Mischung aus Alkohol, Formalin und Lanolin auf Wasserbasis zugeführt. Über die Venen wird im Austausch dafür das Blut herausgeleitet. Das Gefäßsystem des toten Körpers wird mit Druck und einem Volumen von durchschnittlich 6–8 Litern formalinhaltiger Flüssigkeit ausgespritzt, wofür elektrische Pumpen verwendet werden. Ein Toter kann so in etwa zwei bis zweieinhalb Stunden komplett für die Aufbahrung konserviert werden. Durch die Zellmembranen verbreitet sich die Flüssigkeit im ganzen Körper. Je nach Stärke der Lösung kann der Verwesungsprozess dadurch vier bis sechs Wochen aufgehalten werden. Die Verwesung lässt sich somit längere Zeit aufschieben, aber nicht gänzlich verhindern.
Mit dieser Methode wurde zum Beispiel 1999 die Leiche der in Münster verstorbenen Raissa Gorbatschowa für die Überführung nach Russland vorbereitet, und 2005 soll Giovanni Arcudi, Chef der Gerichtsmedizin an der römischen Tor-Vergata-Universität, auf diese Weise die Leiche von Papst Johannes Paul II. für die  öffentliche Aufbahrung im Vatikan vorbereitet haben. Im selben Jahr wurde die Leiche Rudolph Moshammers im Institut für Pathologie des Klinikums Schwabing durch Alfred Riepertinger konserviert, wobei dieser ebenfalls das Verfahren des Modern Embalming anwandte.
Zusätzlich zur übergangsweisen Konservierung des Leichnams verleiht die beschriebene Methode dem Toten ein rosiges Aussehen. Blaufärbungen im Gesicht, wie sie nach Herzinfarkten vorkommen, verschwinden. Wichtig ist, dass während der Aufbahrung immer wieder kleine kosmetische Korrekturen vorgenommen werden können.
In manchen Ländern bestehen Vorschriften, die im Falle besonders schwerer ansteckender Krankheiten die Durchführung von Konservierungsmaßnahmen verbieten. Dazu zählen unter anderem Milzbrand, Cholera,  virale hämorrhagische Fieber, Pest, Pocken und andere Orthopoxvirosen. In diesen Fällen soll sofort nach dem Ableben und vor dem Verlassen des Sterbeortes das Einlegen des Leichnams in einen hermetisch abdichtenden Sarg mit Gasfiltersystem erfolgen und der Sarg endgültig verschlossen werden.